# Katholisches Pfarreizentrum (Lengnau)

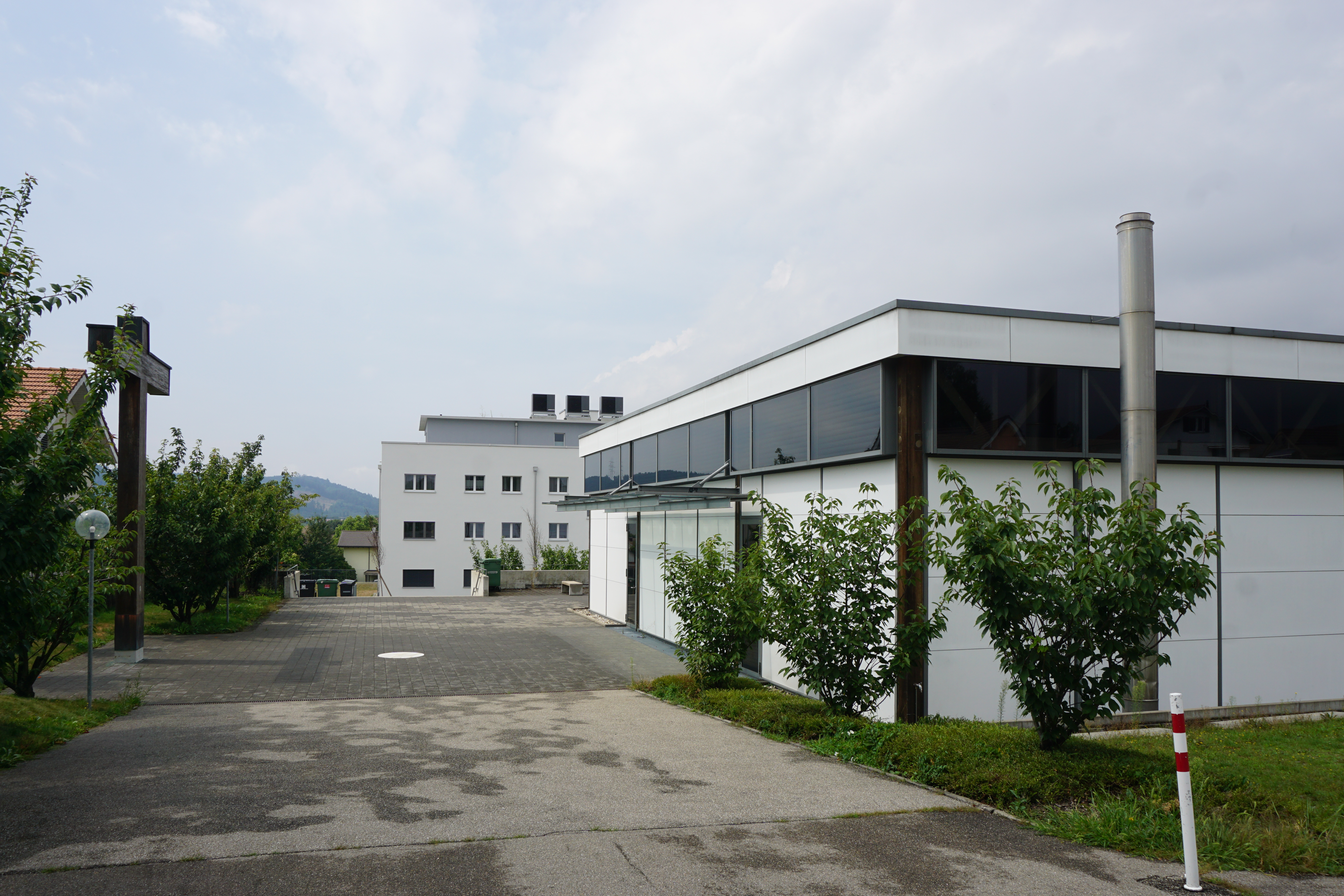
Kirchenzentrum Lengnau, aussen

Das  Pfarreizentrum in Lengnau in der Agglomeration Biel im Kanton Bern ist eine der zwei Kirchenzentren der Pfarrei St. Martin, Pieterlen-Lengnau. Die 1975 erbaute Kirche ist im Bauinventar des Kantons Bern als schützenswertes K-Objekt eingestuft.

## Geschichte und Pfarreistruktur
In den 1950er Jahren wurden die Lengnauer Katholiken noch von der Pfarrei Grenchen betreut. Danach übernahm die Pfarrei St. Maria in Biel den Dienst. 1967 entstand die Pfarrei Pieterlen-Lengnau und am 1. Januar 1970 wurde die Kirchgemeinde Pieterlen-Lengnau-Meinisberg gegründet.
Seit September 2014 besteht der Pastoralraum Biel/Bienne. Dazu gehören die vier Pfarreien Bruder Klaus, Christ-König und St. Maria, Biel, und St. Martin, Pieterlen.
Das Einzugsgebiet der Pfarrei umfasst mit den zwei Zentren, dem Ökumenischen Zentrum in Pieterlen und dem Katholischen Pfarreizentrum in Lengnau, die Orte: Pieterlen, Lengnau BE und Meinisberg.
Das Kirchenzentrum in Lengnau wurde vom Architekten Franz Füeg 1975 erstellt. Baubeginn war am 15. Februar, es folgte die Grundsteinlegung am 3. April und am 14. Dezember 1975 wurde die Kirche auf das Patrozinium Auferstehung Jesu Christi eingeweiht.

## Baubeschreibung
Westlich des Friedhofs von Lengnau, an der Emil-Schiblistrasse 3, steht leicht erhöht das helle, moderne Kirchengebäude. Es wirkt in seiner pavillonartigen Bauweise nicht wie eine Kirche im herkömmlichen Sinn, jedoch ist durch den freistehenden Glockenturm und dem Holzkreuz der sakrale Zweck der Anlage erkennbar. Der quadratische Bau hat ein umlaufendes Fensterband auf der Höhe der inneren Fachwerkträger des Flachdachs. Die Fassaden sind mit weissen, liegenden Paneelen zwischen den Holzstützen ausgefacht. Für zwei Unterrichtsräume wurde 2000 der westliche Sockelbereich erweitert und der Glockenturm auf die darauf liegende Terrasse versetzt.

### Ausstattung

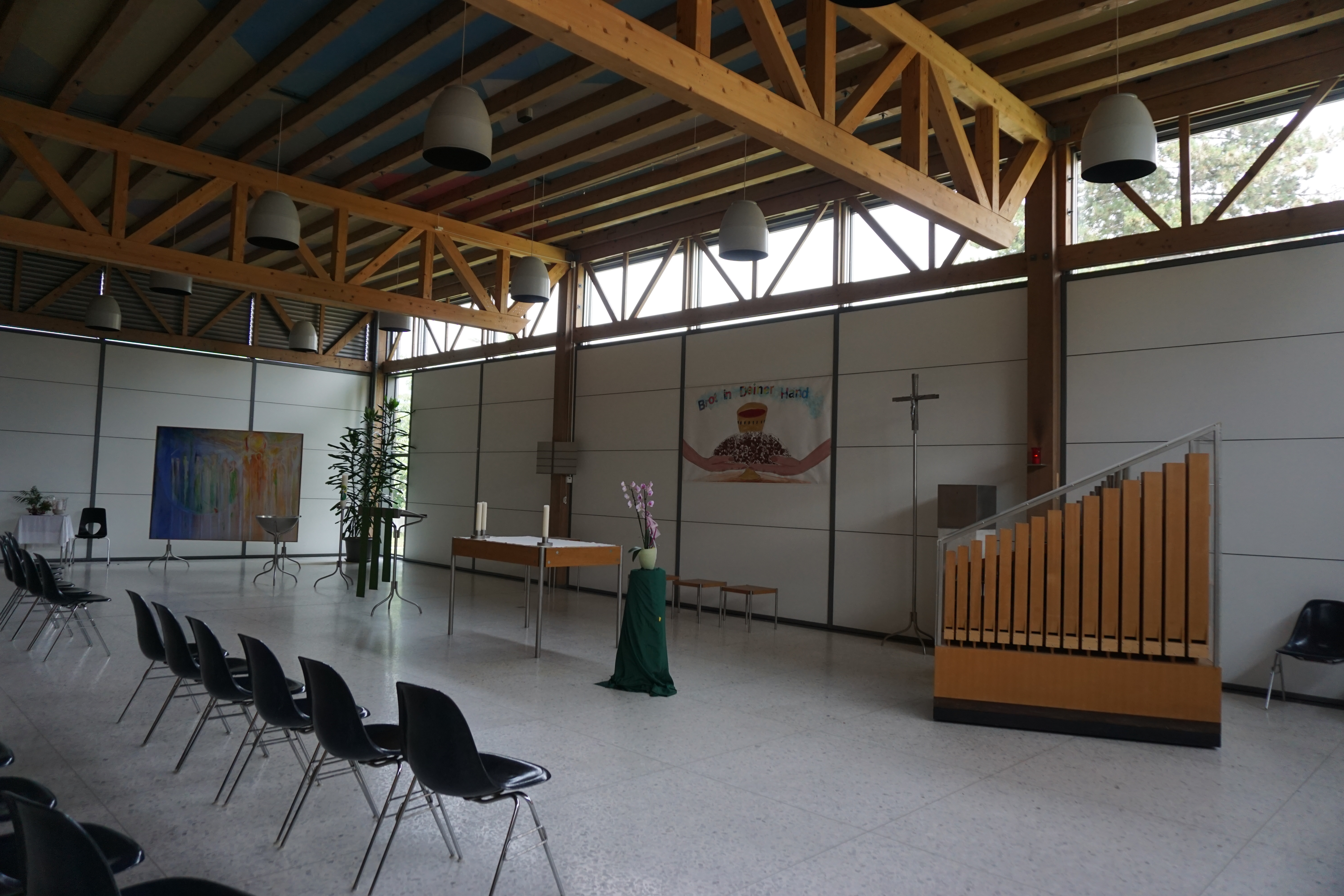
Inneres der Kirche

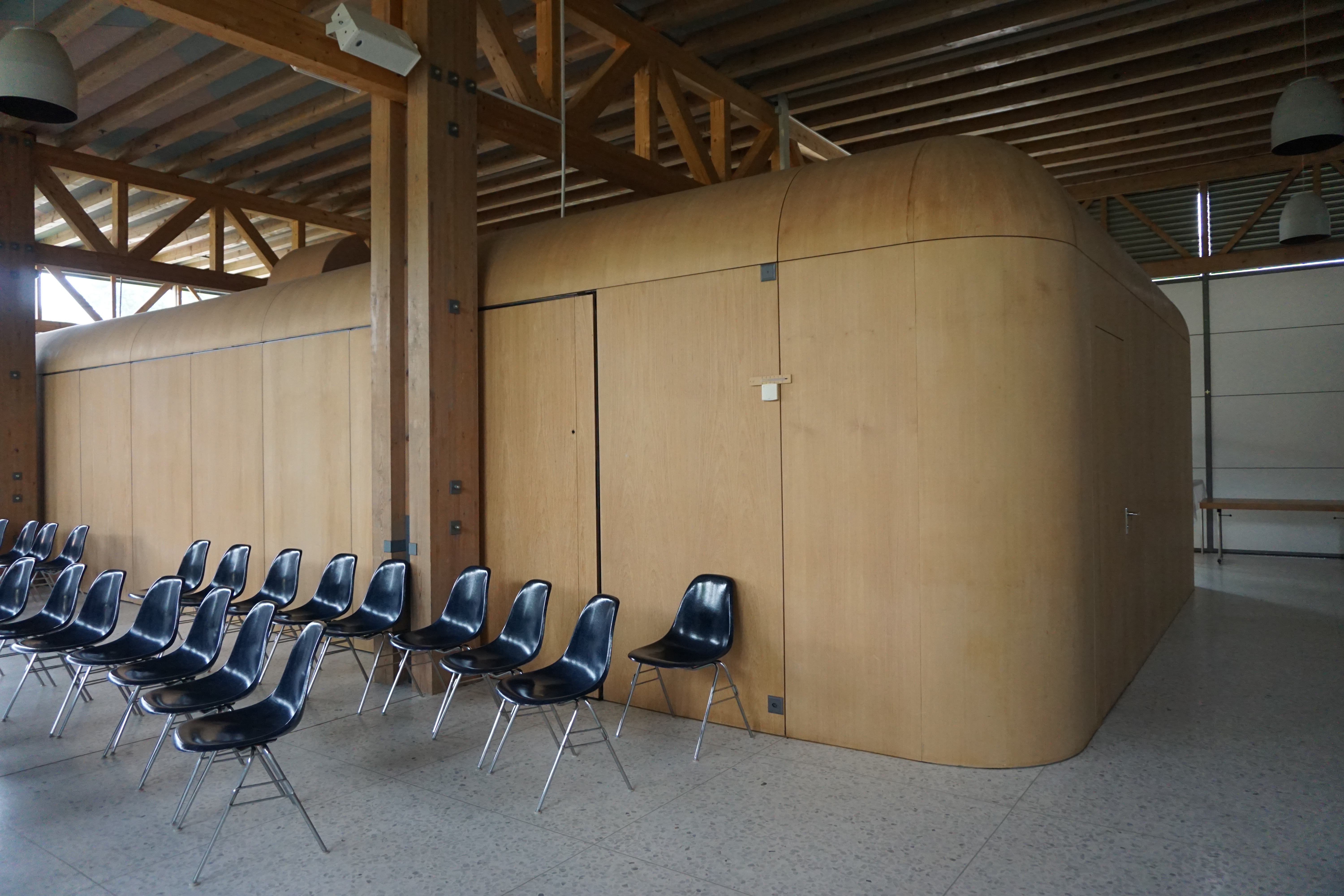
Einbau und Deckenkonstruktion

Die Decke des hallenartigen Innenraums wird von zwei hölzernen Fachwerkträgern mit Holzstützen in der Mitte unterteilt und getragen. Im Untergeschoss befinden sich Versammlungs- und Zivilschutzräume. Zum südwärts gelegenen Eingangsbereich befindet sich ein holzverkleideter Einbau mit abgerundeten Ecken. Er war als Andachtsraum gedacht und hat später eine Umnutzung zu Gesprächszimmer erfahren. Der grosse Versammlungsraum ist mit schwarzen Schalenstühlen eingerichtet, die je nach Veranstaltungsart gestellt werden können.
Ein spezieller Sakralbereich ist an der Nordwand mit den mobilen und schmucklosen Gegenständen und Möbeln eingerichtet. Der Altartisch mit schwarzer Platte hat verchromte Metallfüsse an den Ecken. Das hohe Kreuz und das Lesepult aus dünnen Stahlrohren stehen auf kreuzförmig geschwungenen Füssen. Ein Orgelpositiv mit treppenartig angeordneten sichtbaren Holzpfeifen vervollständigt die karge Einrichtung. Einzig die an der Westwand aufgestellte Statue einer Schutzmantelmadonna aus einem vergangenen Jahrhundert weicht von der nüchternen Ausstattung ab.
Der Architekt Franz Füeg schrieb: «Im heute realisierten Bau ist alles einfach, aber praktisch eingerichtet. Die Kirche kann auch als Saal für Vorträge, musikalische Aufführungen und andere Anlässe benutzt werden. – In dem kleinen Haus sollte die Enge vermieden und eine leichte Weite erzeugt werden. – Jeder sichtbare Teil der Baukonstruktion ist ein Teil der Architektur...»
Eine in ähnlichem Baustil von Franz Füeg verwirklichte, jedoch wesentlich grössere Kirche, ist die 1964 bis 1966 gebaute Piuskirche (Meggen).

### Geläute
Im freistehenden Glockenturm läuten, abgestimmt auf das Geläute der evangelisch-reformierten Kirche, drei Glocken in der Tonfolge a’, c’ und d’. Sie wurden als private Stiftung gleichzeitig mit der Kirche eingeweiht.